# Homer, Louisiana
Homer este sediul comitatului Claiborne, unul din cele 64 de comitate ale statului american Louisiana. Populația localității fusese de 3.237 de locuitori la recensământul din anul 2010.